# Gotska vojna (376–382)
Gotska vojna je bila vstaja Gotov na Balkanu v Vzhodnem rimskem cesarstvu, ki je trajala od leta  376/377 do 382. Vojna, še posebej bitka pri Odrinu leta 378, je bila  velika prelomnica v zgodovini Rimskega cesarstva in prva v nizu vdorov barbarov, ki so se vedno pogosteje dogajali v naslednjem stoletju.

## Ozadje
Poleti in jeseni leta 376 je na donavsko mejo Vzhodnega rimskega cesarstva prišlo nekaj deset tisoč razseljenih Gotov in pripadnikov drugih plemen, ki so bežali pred Huni.  Poglavar Tervingov Fritigern je zaprosil rimskega cesarja Valensa, naj jim dovoli naselitev na južnem bregu Donave, kjer so pričakovali varnost, ker Huni niso imeli sredstev za prečkanje Donave. Valens jim je naselitev dovolil in jim je celo pomagal prečkati reko, verjetno pri trdnjavi Durostorum, sedanji Silistri v Bolgariji.
Valens je Gotom podelil status federatov in jim obljubil obdelovalno zemljo, žito in zaščito rimske vojske. Njegov glavni razlog je bil povsem drugačen: z njimi je nameraval povečati  število vojakov v svoji armadi in število davkoplačevalcev. 

## Vstaja
Rimljani so begunce zbrali na začasnem ozemlju, obkroženem z garnizijami rimske vojske. Obdelovalne zemlje jim niso dodelili, dobave žita pa so zadoščale samo za rimske garnizije, zato je med begunci izbruhnila lakota. Ko je Frigitern zaprosil za pomoč Valensa, mu je cesar odgovoril, da lahko hrano nabavijo na tržnicah v oddaljenem Marcianoplu, sedanji Denji v Bolgariji. 
Nekaj Gotov, ki niso imeli druge izbire, se je odpravilo proti Marcianoplu. Na poti je mnogo starih in bolnih umrlo, ko so končno prišli do Marcainopla pa jim mestna vojaška posadka ni dovolila vstopa. Ko so Rimljani na banketu poskušali umoriti gotske voditelje, je izbruhnila splošna vstaja.  Glavnina Gotov je ostanek leta 376 in začetek leta 377 preživela ob Donavi in plenila po bližnjih pokrajinah, česar jim šibke rimske garnizije niso mogle preprečiti.

## Vojna
Konec zime 377 se je začela vojna, ki je trajala šest let in se končala leta 382 s sklenitvijo miru. 
Goti so se z Donave odpravili na jug do Marcianopla in zatem do Adrianopla, sedanje Edirne (sodobni Odrín) v evropski Turčiji. Valens jih je poskušal zaustaviti, vendar je bil v bitki pri Adrianoplu leta 378 poražen in ubit. Zmaga je Gotom omogočila, da so do konca leta 378 neovirano plenili po Trakiji, in leta 379 zaradi šibkega rimskega odpora vdrli v Dakijo.
Leta 380 so svojo vojsko razdelili na tervinško in grevtunško armado. Eden od vzrokov za delitev so bile težave z oskrbovanjem tako velike vojske. Grevtungi so se odpravili proti severu v Panonijo, kjer jih je porazil zahodni cesar Gracijan. Tervingi pod Frigiternovim vodstvom so se odpravili proti jugu in vzhodu v Makedonijo. Nekaj mest in naselij se je z odkupnino izognilo takojšnjemu plenjenju. Leta 381 je vojska Zahodnega rimskega cesarstva potisnila Gote nazaj v Trakijo, kjer so 3. oktobra sklenili mir.

## Posledice
Goti so v vojni ubili rimskega cesarja, uničili rimsko vojsko in opustošili velik del rimskega Balkana, od katerega se večina ni nikoli opomogla. Rimsko cesarstvo se je prvič v zgodovini pogajalo za mir, kar je bilo do tedaj nepredstavljivo.
Vojna ni imela dolgotrajnega vpliva niti na barbarska plemena niti na Gote same, ki niso mirovali prav dolgo. Cesarstvo je zaradi vdorov barbarov v naslednjih sto letih razpadlo. Na njegovem ozemlju so nastala številna barbarska kraljestva.